# 595 (số)
595 (năm trăm chín mươi lăm) là một số tự nhiên ngay sau số 594 và ngay trước số 596. 